# Antenne Saar
Antenne Saar ist ein am 12. Dezember 2005 gestartetes Hörfunkprogramm des Saarländischen Rundfunks (SR). Das Informationsprogramm mit besonderem deutsch-französischem Charakter entstand aus dem früheren Programm SR Info.

## Programm
Das Programm setzt sich zum größten Teil aus Übernahmen anderer Programme zusammen. So wird tagsüber über große Strecken das Programm der SWR-Infowelle SWR Aktuell übernommen, im Wechsel zu aktuellen französischsprachigen Sendungen von Radio France Internationale (RFI), die somit den deutsch-französischen Anspruch ausmachen. Dazu kommen einzelne Sendungen des SR-Programms SR 2 Kulturradio. Das Programm wird außerdem als Übertragungsweg für Parlamentsdebatten aus dem Bundestag, Bundesrat und dem Landtag genutzt. Bei besonderen Ereignissen wird der Ton des Fernsehsenders Phoenix übernommen. Auch die vom SR produzierte italienischsprachige Sendung Mezz'Ora Italiana, die bislang mangels Ausstrahlungsplattform beim Jugendsender Unserding untergebracht war, wird nun auf Antenne Saar am Wochenende ausgestrahlt.

## Empfang
Das Programm ist landesweit über Digital Audio Broadcasting im Block 9A (Modus DAB+) zu empfangen. Weiterhin gibt es einen Livestream im Internet. Auf der Mittelwellenfrequenz 1179 kHz konnte Antenne Saar mit 10 kW vom Standort Heusweiler bis zum 31. Dezember 2015 gehört werden. In den Nachtstunden war eine Mittelwellenausstrahlung zunächst nicht möglich, da der mittlerweile abgeschaltete schwedische Großsender Sölvesborg auf gleicher Frequenz wegen der besonderen nächtlichen Ausbreitungsbedingungen auf Mittelwelle den Empfang unmöglich gemacht hätte. Seit dem 2. November 2009 sendete Antenne Saar rund um die Uhr.

## Senderlogos

Logo bis Februar 2011
Logo von 2011 bis 2023
Logo seit 2023